# Стівен Фултон
Стівен Фултон (17 липня 1994 , Філадельфія, Пенсільванія ) — американський боксер-професіонал, чемпіон за версіями WBO (2021—2023) та WBC (2021—2023) у другій легшій вазі, WBC (2025) у напівлегкій вазі.

## Життєпис
Стівен Фултон виріс у кримінальному районі Філадельфії. Народився у багатодітній сім'ї, має трьох сестер. Зацікавився боксом у дванадцять років. У тринадцять років, його батько, який вийшов із тюрми, привів його у боксерський зал Бернарда Гопкінса. Там він тренувався у Хамзи Мухаммада.

## Аматорська кар'єра
На аматорському ринзі змагався з 2012 по 2014 роки. Тричі брав участь в національному турнір Golden Glovers, ставши чемпіоном у 2013 році. Загалом провів 90 боїв, здобувши 75 перемог.
Також виступав за команду «USA Knockouts» у напівпрофесійній боксерській лізі WSB. У трьох поєдинках здобув дві перемоги.

## Професійна кар'єра
Перший професійний поєдинок провів 14 жовтня 2014 року, нокаутувавши Ісаака Баджера. Фултон почав співпрацю з впливовим промоутером Елом Хеймоном, підписавши контракт з його компанією «Premier Boxing Champions». Менше як за рік провів шість преможних поєдинків проти джонірменів. З 2015 по 2018 роки продовжував активно змагатися, поступово піднімаючи рівень опозиції.
11 травня 2019 року провів бій проти намібійського боксера Паулус Амбунда, колишнього чемпіона за версією WBO. Фултон домінував увесь поєдинок, а у восьмому раунді відправив суперника у нокдаун. У підсумку переміг з рахунком 120–107 у всіх суддів. Також Фултон виграв свій перший чемпіонський титул — пояс чемпіона IBO.
25 січня 2020 року зустрівся із непереможним українським боксером Арнольдом Хегаєм. З першого раунду боксери взяли високий темп. Хегай зайняв центр рингу, активно атакуючи, а Фултон діяв більш пасивно. Після п'ятого раунду американець почав діяти активніше. Після його влучних ударів у Хегая відкрилася гематома під лівим оком. Він тримав бій під контролем, здобувши підсумкову перемогу 116–112, 117–111, 117–111. 
Стівен виграв пояс WBO Inter-Continental та отримав статус обов'язкового перетендента на чемпіонський пояс цієї організції.
Після перемоги над Хегаєм мав зустрітися за чемпіонський титул WBO з Емануеллем Наваррете, але мексиканець вирішив залишити титул вакантним, змінивши вагову категорію. 1 серпня 2020 року Стівен мав битися за вакантний титул WBO проти Анджело Лео, але за декілька днів до поєдинку захворів на COVID-19, через що був змушений знятися. 
З Анджело Лео, який виграв чемпіонський пояс WBO у поєдинку проти Траймейна Вільямса, Фултон зустрівся 23 січня 2021 року. Протягом усіх дванадцяти раундів у претендента була перевага, він виглядав потужніше та активніше. У підсумку судді віддали йому перемогу одностайним рішенням — 118–110, 119–109, 119–109.
Команда Фултона домовилаля провести об'єднавчий бій з чемпіоном за версією WBC в другій легшій вазі Брендоном Фігероа. Бій було назначено на 18 вересня 2021 року, але згодом його було перенесено на тиждень раніше через вимогу транслятора. 8 вересня стало відомо про те що Фігероа здав позитивний тест на COVID-19, через що бій знову було перенесено. Цей бій відбувся 27 листопада, а об'єднаним чемпіоном став Фултон. Поєдинок був дуже конкурентим. Фігероа був активнішим, маючи більшу загальну кількість викинутих та влучних ударів, а Фултон мав кращий відсоток влучань. У підсумку два судді віддали перемогу Фултону (116–114), а ще один нарахував нічию (114–114).
25 липня 2023 року вийшов на бій проти Іноуе Наоя (Японія) і програв нокаутом у восьмому раунді.
1 лютого 2025 року вдруге зустрівся в бою з чемпіоном WBC в напівлегкій вазі Брендоном Фігероа і знов переміг його одностайним рішенням суддів.

## Таблиця боїв
| 23 Перемоги (8 нокаутом, 14 за рішенням суддів), 1 Поразка (1 нокаутом, 0 за рішенням суддів) |        |                              |        |              |                   |                                                                 |                                                                                                   |
| Результат                                                                                     | Рекорд | Суперник                     | Спосіб | Раунд, час   | Дата              | Місце проведення                                                | Примітки                                                                                          |
| Перемога                                                                                      | 23-1   | Брендон Фігероа              | UD     | 12           | 1 лютого 2025     | Ті-Мобайл-арена, Парадайз, Невада                               | Завоював титул чемпіона WBC у напівлегкій вазі.                                                   |
| Перемога                                                                                      | 22-1   | Карлос Кастро                | SD     | 10           | 14 вересня 2024   | Ті-Мобайл-арена, Парадайз, Невада                               |                                                                                                   |
| Поразка                                                                                       | 21-1   | Іноуе Наоя                   | TKO    | 8 (12)       | 25 липня 2023     | Ariake Arena, Токіо                                             | Втратив титули чемпіона WBC та WBO у другій легшій вазі.                                          |
| Перемога                                                                                      | 21-0   | Даніель Роман                | UD     | 12           | 4 червня 2022     | Minneapolis Armory, Міннеаполіс, Міннесота                      | Захистив титули чемпіона WBC та WBO у другій легшій вазі.                                         |
| Перемога                                                                                      | 20-0   | Брендон Фігероа              | MD     | 12           | 27 листопада 2021 | Park MGM, Парадайз, Невада                                      | Захистив титул чемпіона WBO у другій легшій вазі. Виграв титул чемпіона WBC у другій легшій вазі. |
| Перемога                                                                                      | 19-0   | Анджело Лео                  | UD     | 12           | 23 січня 2021     | Mohegan Sun Arena, Монтвілл, Коннектикут                        | Виграв титул чемпіона WBO у другій легшій вазі.                                                   |
| Перемога                                                                                      | 18-0   | Арнольд Хегай                | UD     | 12           | 25 січня 2020     | Барклайс-центр, Нью-Йорк                                        | Виграв вакантний титул чемпіона WBO Inter-Continental у другій легшій вазі.                       |
| Перемога                                                                                      | 17-0   | Ісаак Авелар                 | KO     | 6 (10), 1:26 | 24 серпня 2019    | Bert Ogden Arena, Единбург, Техас                               |                                                                                                   |
| Перемога                                                                                      | 16-0   | Паулус Амбунда               | UD     | 12           | 11 травня 2019    | EagleBank Arena, Ферфакс, Вірджинія                             | Виграв титул чемпіона IBO у другій легшій вазі.                                                   |
| Перемога                                                                                      | 15-0   | Марлон Олеа                  | TKO    | 5 (8), 1:41  | 26 січня 2019     | Барклайс-центр, Нью-Йорк                                        |                                                                                                   |
| Перемога                                                                                      | 14-0   | Герман Мераз                 | UD     | 8            | 30 вересня 2018   | Toyota Arena, Онтаріо, Каліфорнія                               |                                                                                                   |
| Перемога                                                                                      | 13-0   | Хесус Антоніо Агумада        | TKO    | 9 (10), 1:54 | 16 червня 2018    | Ford Center at The Star, Фриско, Техас                          |                                                                                                   |
| Перемога                                                                                      | 12-0   | Адам Лопес                   | MD     | 8            | 8 грудня 2017     | Park Racing & Casino, Гаяліа, Флорида                           |                                                                                                   |
| Перемога                                                                                      | 11-0   | Луїс Сауль Розаріо           | UD     | 8            | 4 квітня 2017     | Wind Creek Event Center, Бетлегем, Пенсільванія                 |                                                                                                   |
| Перемога                                                                                      | 10-0   | Крістіан Рентерія            | TKO    | 3 (6), 1:38  | 2 липня 2016      | Santander Arena, Редінг, Пенсільванія                           |                                                                                                   |
| Перемога                                                                                      | 9-0    | Адальберто Зоррілла Дельроза | TKO    | 4 (6), 1:37  | 19 квітня 2016    | Wind Creek Event Center, Бетлегем, Пенсільванія                 |                                                                                                   |
| Перемога                                                                                      | 8-0    | Джошуа Грір                  | MD     | 6            | 29 грудня 2015    | Wind Creek Event Center, Бетлегем, Пенсільванія                 |                                                                                                   |
| Перемога                                                                                      | 7-0    | Сем Родрігес                 | UD     | 6            | 19 вересня 2015   | California University of Pennsylvania, Каліфорнія, Пенсільванія |                                                                                                   |
| Перемога                                                                                      | 6-0    | Пабло Купул                  | RTD    | 3 (6), 3:00  | 20 червня 2015    | Valley Forge Casino Resort, Пенсільванія                        |                                                                                                   |
| Перемога                                                                                      | 5-0    | Джармал Паррам               | KO     | 3 (6), 1:33  | 25 квітня 2015    | Harrah's Philadelphia, Честер, Пенсільванія                     |                                                                                                   |
| Перемога                                                                                      | 4-0    | Ерік Готай                   | UD     | 6            | 31 січня 2015     | 2300 Arena, Філадельфія, Пенсільванія                           |                                                                                                   |
| Перемога                                                                                      | 3-0    | Бенджамін Бургос             | UD     | 4            | 5 грудня 2014     | Harrah's Philadelphia, Честер, Пенсільванія                     |                                                                                                   |
| Перемога                                                                                      | 2-0    | Дамен Вуд                    | UD     | 4            | 20 листопада 2014 | Sportsmans Lodge, Студіо-Сіті, Каліфорнія                       |                                                                                                   |
| Перемога                                                                                      | 1-0    | Ісаак Бадгер                 | TKO    | 2 (4), 1:08  | 14 жовтня 2014    | Foxwoods Resort Casino, Ледьярд, Коннектикут                    |                                                                                                   |